# Ornithuroscincus viridis
Ornithuroscincus viridis — вид сцинкоподібних ящірок родини сцинкових (Scincidae). Ендемік Папуа Нової Гвінеї. Описаний у 2021 році.

## Поширення і екологія
Ornithuroscincus viridis відомі з типової місцевості, розташованої в горах Овен-Стенлі, в районі дороги Кокода, на висоті 2075 м над рівнем моря.